# Svratka (ort)
Svratka är en stad i Tjeckien.   Den ligger i distriktet Okres Žďár nad Sázavou och regionen Vysočina, i den centrala delen av landet, 120 km öster om huvudstaden Prag. Svratka ligger 637 meter över havet och antalet invånare är 1 539.
Terrängen runt Svratka är platt västerut, men österut är den kuperad. Runt Svratka är det ganska glesbefolkat, med 30 invånare per kvadratkilometer. Närmaste större samhälle är Hlinsko, 10,6 km nordväst om Svratka. I omgivningarna runt Svratka växer i huvudsak barrskog.